# Steyr MPi 69
Die Steyr MPi 69 ist eine von Steyr Daimler Puch gebaute Maschinenpistole.
Auf den ersten Blick erinnert die Steyr MPi 69 an die israelische Uzi und ist wie diese ein zuschießender, unverriegelter Rückstoßlader mit Masseverschluss. Die Waffe wurde von Steyr-Ingenieur Moser mit besonderer Rücksicht auf Fertigungskosten und Funktionssicherheit entwickelt. Das Gehäuse besteht aus einem Stahlpressling, der seinerseits in einer Spritzgussumhüllung (mit integriertem Pistolengriff) aus Kunststoff gelagert ist. Der Lauf ist in einem speziellen Kalthämmer-Verfahren hergestellt. Das gefräste Verschlussstück umschließt mit seiner vorderen Hälfte den Lauf, so dass ein großer Teil seiner Masse vor dem Stoßboden angeordnet ist. Dies gestattet eine etwas größere Lauflänge als üblich bei gleichzeitig normaler Gesamtlänge.

Die Feuerwahl geschieht durch Verstellen des Sicherungsknopfes:

Sicherungsknopf rechts: gesichert

Sicherungsknopf Mitte: Einzelfeuer

Sicherungsknopf links: Einzel- und Dauerfeuer (je nach Stärke des Drucks, mit dem der Abzug betätigt wird)

Zum Spannen wird das Verschlussstück mit dem Tragriemen nach hinten gezogen.
Die Waffe wurde mit dem Steyr Panzerjäger K als Bordbewaffnung ausgeliefert. Mangels Verwendung wurde sie dem Jagdkommando zugeteilt. Die Waffe schießt sehr genau und ist im Gegensatz zur Uzi „handhabungssicher“.
Modellvarianten:

Die MPi 81 ist eine modernere Variante der MPi 69. Sie besitzt einen konventionellen Ladehebel auf der linken Seite. Das Modell war auch mit Zielfernrohr in 1,5-facher Vergrößerung mit Kreisabsehen erhältlich, des Weiteren eine Version mit einer auf den Lauf aufgeschraubten Hülse (Laufverlängerung). Dadurch war die MPi 81 auch zum Schießen aus Schießluken geeignet. Die MPi 81 wurde von Kommandoeinheiten und Panzerbesatzungen verwendet. Diese konnten durch eine Art Bajonettmontage auf der aufgeschraubten Hülse die Waffe im Panzer in hierfür ausgelegten Lafetten befestigen.